# Кубок Англії з футболу 1994—1995
Кубок Англії з футболу 1994—1995 — 114-й розіграш найстарішого футбольного турніру у світі, Кубка виклику Футбольної Асоціації, також відомого як Кубок Англії.

## Кваліфікаційні раунди
Усі клуби, що беруть участь у змаганнях, але не грають Прем'єр-лізі або в Чемпіоншипі повинні пройти кваліфікаційні раунди.

## Перший раунд
На цій стадії турніру починають грати клуби з Першої та Другої ліг.
| Дата                      | Господарі              | Рахунок      | Гості                    |
| ------------------------- | ---------------------- | ------------ | ------------------------ |
| 11 листопада              | Хейбрідж Свіфтс        | 0:2          | Джиллінгем               |
| 12 листопада              | Йорк Сіті              | 3:3          | Ротергем Юнайтед         |
| 22 листопада Перегравання | Ротергем Юнайтед       | 3:0          | Йорк Сіті                |
| 12 листопада              | Єдінг                  | 2:2          | Колчестер Юнайтед        |
| 22 листопада Перегравання | Колчестер Юнайтед      | 7:1          | Єдінг                    |
| 12 листопада              | Вікем Вондерерз        | 4:0          | Челмсфорд Сіті           |
| 12 листопада              | Рексем                 | 1:0          | Стокпорт Каунті          |
| 12 листопада              | Віган Атлетік          | 4:0          | Спеннімур Юнайтед        |
| 12 листопада              | Волсолл                | 3:0          | Рочдейл                  |
| 12 листопада              | Тівертон Таун          | 1:3          | Лейтон Орієнт            |
| 12 листопада              | Слау Таун              | 0:4          | Бірмінгем Сіті           |
| 12 листопада              | Порт Вейл              | 6:0          | Гартліпул Юнайтед        |
| 12 листопада              | Пітерборо Юнайтед      | 4:0          | Нортгемптон Таун         |
| 12 листопада              | Ньопорт                | 2:3          | Ейлсбері Юнайтед         |
| 12 листопада              | Марлоу                 | 2:0          | Оксфорд Юнайтед          |
| 12 листопада              | Кінгстоніан            | 2:1          | Брайтон енд Гоув Альбіон |
| 12 листопада              | Кіддермінстер Гарріерз | 1:1          | Торкі Юнайтед            |
| 23 листопада Перегравання | Торкі Юнайтед          | 1:0          | Кіддермінстер Гарріерз   |
| 12 листопада              | Гайд Юнайтед           | 1:3          | Дарлінгтон               |
| 12 листопада              | Галл Сіті              | 0:1          | Лінкольн Сіті            |
| 12 листопада              | Герефорд Юнайтед       | 2:2          | Гітчін Таун              |
| 22 листопада Перегравання | Гітчін Таун            | 4:2          | Герефорд Юнайтед         |
| 12 листопада              | Галіфакс Таун          | 1:1          | Ранкорн                  |
| 22 листопада Перегравання | Ранкорн                | 1:3 дч       | Галіфакс Таун            |
| 12 листопада              | Ексетер Сіті           | 1:0          | Кроулі Таун              |
| 12 листопада              | Енфілд                 | 1:0          | Кардіфф Сіті             |
| 12 листопада              | Донкастер Роверз       | 1:4          | Гаддерсфілд Таун         |
| 12 листопада              | Кру Александра         | 7:1          | Греслі Роверз            |
| 12 листопада              | Честерфілд             | 0:0          | Скарборо                 |
| 22 листопада Перегравання | Скарборо               | 2:0          | Честерфілд               |
| 12 листопада              | Честер Сіті            | 2:0          | Віттон Альбіон           |
| 12 листопада              | Чешем Юнайтед          | 0:1          | Башлі                    |
| 12 листопада              | Кембридж Юнайтед       | 2:2          | Брентфорд                |
| 22 листопада Перегравання | Брентфорд              | 1:2          | Кембридж Юнайтед         |
| 12 листопада              | Бернлі                 | 2:1          | Шрусбері Таун            |
| 12 листопада              | Бредфорд Сіті          | 1:1          | Сканторп Юнайтед         |
| 22 листопада Перегравання | Сканторп Юнайтед       | 3:2 дч       | Бредфорд Сіті            |
| 12 листопада              | Борнмут                | 3:1          | Вертінг                  |
| 12 листопада              | Бішоп Окленд           | 0:0          | Бері                     |
| 22 листопада Перегравання | Бері                   | 1:1 пен. 4:2 | Бішоп Окленд             |
| 12 листопада              | Бат Сіті               | 0:5          | Бристоль Роверз          |
| 12 листопада              | Барнет                 | 4:4          | Вокінг                   |
| 22 листопада Перегравання | Вокінг                 | 1:0          | Барнет                   |
| 12 листопада              | Ашфорд Юнайтед         | 2:2          | Фулгем                   |
| 22 листопада Перегравання | Фулгем                 | 5:3          | Ашфорд Юнайтед           |
| 12 листопада              | Олтрінгем              | 3:2          | Саутпорт                 |
| 13 листопада              | Кеттерінг Таун         | 0:1          | Плімут Аргайл            |
| 13 листопада              | Гайзлі                 | 1:4          | Карлайл Юнайтед          |
| 12 листопада              | Престон Норт-Енд       | 1:0          | Блекпул                  |
| 22 листопада              | Волтон енд Гершем      | 0:2          | Свонсі Сіті              |
| 22 листопада              | Менсфілд Таун          | 3:1          | Нортвіч Вікторія         |

## Другий раунд
До другого раунду увійшли переможці першого раунду. 
| Дата                   | Господарі         | Рахунок | Гості             |
| ---------------------- | ----------------- | ------- | ----------------- |
| 2 грудня               | Бірмінгем Сіті    | 0:0     | Сканторп Юнайтед  |
| 14 грудня Перегравання | Сканторп Юнайтед  | 1:2     | Бірмінгем Сіті    |
| 3 грудня               | Рексем            | 5:2     | Ротергем Юнайтед  |
| 3 грудня               | Скарборо          | 1:0     | Порт Вейл         |
| 3 грудня               | Престон Норт-Енд  | 1:1     | Волсолл           |
| 13 грудня Перегравання | Волсолл           | 4:0     | Престон Норт-Енд  |
| 3 грудня               | Плімут Аргайл     | 2:1     | Борнмут           |
| 3 грудня               | Пітерборо Юнайтед | 0:2     | Кембридж Юнайтед  |
| 3 грудня               | Лінкольн Сіті     | 1:0     | Гаддерсфілд Таун  |
| 3 грудня               | Лейтон Орієнт     | 0:2     | Бристоль Роверз   |
| 3 грудня               | Кінгстоніан       | 1:4     | Ейлсбері Юнайтед  |
| 3 грудня               | Гітчін Таун       | 0:5     | Вікем Вондерерз   |
| 3 грудня               | Галіфакс Таун     | 0:0     | Менсфілд Таун     |
| 13 грудня Перегравання | Менсфілд Таун     | 2:1     | Галіфакс Таун     |
| 3 грудня               | Джиллінгем        | 1:1     | Фулгем            |
| 13 грудня Перегравання | Фулгем            | 1:2 дч  | Джиллінгем        |
| 3 грудня               | Ексетер Сіті      | 1:2     | Колчестер Юнайтед |
| 3 грудня               | Енфілд            | 1:1     | Торкі Юнайтед     |
| 13 грудня Перегравання | Торкі Юнайтед     | 0:1     | Енфілд            |
| 3 грудня               | Кру Александра    | 1:2     | Бері              |
| 3 грудня               | Олтрінгем         | 1:0     | Віган Атлетік     |
| 4 грудня               | Марлоу            | 2:1     | Вокінг            |
| 4 грудня               | Честер Сіті       | 1:2     | Бернлі            |
| 4 грудня               | Карлайл Юнайтед   | 2:0     | Дарлінгтон        |
| 4 грудня               | Башлі             | 0:1     | Свонсі Сіті       |

## Третій раунд
Переможці другого раунду зіграли з усіма командами з Прем'єр-ліги та Чемпіоншипу.
| Дата                  | Господарі            | Рахунок      | Гості                   |
| --------------------- | -------------------- | ------------ | ----------------------- |
| 7 січня               | Вікем Вондерерз      | 0:2          | Вест Гем Юнайтед        |
| 7 січня               | Рексем               | 2:1          | Іпсвіч Таун             |
| 7 січня               | Вімблдон             | 1:0          | Колчестер Юнайтед       |
| 7 січня               | Волсолл              | 1:1          | Лідс Юнайтед            |
| 17 січня Перегравання | Лідс Юнайтед         | 5:2 дч       | Волсолл                 |
| 7 січня               | Тоттенгем Готспур    | 3:0          | Олтрінгем               |
| 7 січня               | Свіндон Таун         | 2:0          | Марлоу                  |
| 7 січня               | Свонсі Сіті          | 1:1          | Мідлсбро                |
| 17 січня Перегравання | Мідлсбро             | 1:2          | Свонсі Сіті             |
| 7 січня               | Сандерленд           | 1:1          | Карлайл Юнайтед         |
| 17 січня Перегравання | Карлайл Юнайтед      | 1:3          | Сандерленд              |
| 7 січня               | Саутгемптон          | 2:0          | Саутенд Юнайтед         |
| 7 січня               | Скарборо             | 0:0          | Вотфорд                 |
| 17 січня Перегравання | Вотфорд              | 2:0          | Скарборо                |
| 7 січня               | Редінг               | 1:3          | Олдем Атлетік           |
| 7 січня               | Портсмут             | 3:1          | Болтон Вондерерз        |
| 7 січня               | Ноттінгем Форест     | 2:0          | Плімут Аргайл           |
| 7 січня               | Міллволл             | 0:0          | Арсенал                 |
| 18 січня Перегравання | Арсенал              | 0:2          | Міллволл                |
| 7 січня               | Менсфілд Таун        | 2:3          | Вулвергемптон Вондерерз |
| 7 січня               | Лутон Таун           | 1:1          | Бристоль Роверз         |
| 18 січня Перегравання | Бристоль Роверз      | 0:1          | Лутон Таун              |
| 7 січня               | Лестер Сіті          | 2:0          | Енфілд                  |
| 7 січня               | Грімсбі Таун         | 0:1          | Норвіч Сіті             |
| 7 січня               | Джиллінгем           | 1:2          | Шеффілд Венсдей         |
| 7 січня               | Евертон              | 1:0          | Дербі Каунті            |
| 7 січня               | Ковентрі Сіті        | 1:1          | Вест-Бромвіч Альбіон    |
| 18 січня Перегравання | Вест-Бромвіч Альбіон | 1:2          | Ковентрі Сіті           |
| 7 січня               | Челсі                | 1:0          | Чарльтон Атлетік        |
| 7 січня               | Кембридж Юнайтед     | 2:4          | Бернлі                  |
| 7 січня               | Бері                 | 2:2          | Транмер Роверз          |
| 18 січня Перегравання | Транмер Роверз       | 3:0          | Бері                    |
| 7 січня               | Бристоль Сіті        | 0:0          | Сток Сіті               |
| 18 січня Перегравання | Сток Сіті            | 1:3 дч       | Бристоль Сіті           |
| 7 січня               | Бірмінгем Сіті       | 0:0          | Ліверпуль               |
| 18 січня Перегравання | Ліверпуль            | 1:1 пен. 2:0 | Бірмінгем Сіті          |
| 7 січня               | Барнслі              | 0:2          | Астон Вілла             |
| 7 січня               | Ейлсбері Юнайтед     | 0:4          | Квінз Парк Рейнджерс    |
| 8 січня               | Ноттс Каунті         | 2:2          | Манчестер Сіті          |
| 18 січня Перегравання | Манчестер Сіті       | 5:2 пен. 2:0 | Ноттс Каунті            |
| 8 січня               | Ньюкасл Юнайтед      | 1:1          | Блекберн Роверз         |
| 18 січня Перегравання | Блекберн Роверз      | 1:2          | Ньюкасл Юнайтед         |
| 8 січня               | Крістал Пелес        | 5:1          | Лінкольн Сіті           |
| 9 січня               | Шеффілд Юнайтед      | 0:2          | Манчестер Юнайтед       |

## Четвертий раунд
У цьому раунді зіграли переможці попереднього етапу.
| Дата                  | Господарі               | Рахунок      | Гості                   |
| --------------------- | ----------------------- | ------------ | ----------------------- |
| 28 січня              | Вотфорд                 | 1:0          | Свіндон Таун            |
| 28 січня              | Квінз Парк Рейнджерс    | 1:0          | Вест Гем Юнайтед        |
| 28 січня              | Портсмут                | 0:1          | Лестер Сіті             |
| 28 січня              | Ноттінгем Форест        | 1:2          | Крістал Пелес           |
| 28 січня              | Ньюкасл Юнайтед         | 3:0          | Свонсі Сіті             |
| 28 січня              | Міллволл                | 0:0          | Челсі                   |
| 8 лютого Перегравання | Челсі                   | 1:1 пен. 4:5 | Міллволл                |
| 28 січня              | Манчестер Юнайтед       | 5:2          | Рексем                  |
| 28 січня              | Манчестер Сіті          | 1:0          | Астон Вілла             |
| 28 січня              | Лутон Таун              | 1:1          | Саутгемптон             |
| 8 лютого Перегравання | Саутгемптон             | 6:0          | Лутон Таун              |
| 28 січня              | Лідс Юнайтед            | 5:2          | Олдем Атлетік           |
| 28 січня              | Ковентрі Сіті           | 0:0          | Норвіч Сіті             |
| 8 лютого Перегравання | Норвіч Сіті             | 3:1 дч       | Ковентрі Сіті           |
| 28 січня              | Бернлі                  | 0:0          | Ліверпуль               |
| 8 лютого Перегравання | Ліверпуль               | 1:0          | Бернлі                  |
| 28 січня              | Бристоль Сіті           | 0:1          | Евертон                 |
| 29 січня              | Транмер Роверз          | 0:2          | Вімблдон                |
| 29 січня              | Сандерленд              | 1:4          | Тоттенгем Готспур       |
| 30 січня              | Шеффілд Венсдей         | 0:0          | Вулвергемптон Вондерерз |
| 8 Лютого Перегравання | Вулвергемптон Вондерерз | 1:1 пен. 4:3 | Шеффілд Венсдей         |

## П'ятий раунд
На цьому етапі зіграли переможці попереднього раунду.
| Дата                   | Господарі               | Рахунок | Гості             |
| ---------------------- | ----------------------- | ------- | ----------------- |
| 18 лютого              | Вулвергемптон Вондерерз | 1:0     | Лестер Сіті       |
| 18 лютого              | Вотфорд                 | 0:0     | Крістал Пелес     |
| 1 березня Перегравання | Крістал Пелес           | 1:0 дч  | Вотфорд           |
| 18 лютого              | Тоттенгем Готспур       | 1:1     | Саутгемптон       |
| 1 березня Перегравання | Саутгемптон             | 2:6 дч  | Тоттенгем Готспур |
| 18 лютого              | Квінз Парк Рейнджерс    | 1:0     | Міллволл          |
| 18 лютого              | Евертон                 | 1:0     | Норвіч Сіті       |
| 19 лютого              | Ньюкасл Юнайтед         | 3:1     | Манчестер Сіті    |
| 19 лютого              | Манчестер Юнайтед       | 3:1     | Лідс Юнайтед      |
| 19 лютого              | Ліверпуль               | 1:1     | Вімблдон          |
| 28 лютого Перегравання | Вімблдон                | 0:2     | Ліверпуль         |

## Шостий раунд
На цьому етапі зіграли переможці попереднього раунду.
| Дата                    | Господарі               | Рахунок | Гості                   |
| ----------------------- | ----------------------- | ------- | ----------------------- |
| 11 березня              | Крістал Пелес           | 0:0     | Вулвергемптон Вондерерз |
| 22 березня Перегравання | Вулвергемптон Вондерерз | 1:4     | Крістал Пелес           |
| 11 березня              | Ліверпуль               | 1:2     | Тоттенгем Готспур       |
| 12 березня              | Евертон                 | 1:0     | Ньюкасл Юнайтед         |
| 12 березня              | Манчестер Юнайтед       | 2:0     | Квінз Парк Рейнджерс    |

## Півфінали
У півфіналах зіграли команди, що перемогли на попередньому етапі.
| Дата                   | Господарі         | Рахунок | Гості             |
| ---------------------- | ----------------- | ------- | ----------------- |
| 9 квітня               | Тоттенгем Готспур | 1:4     | Евертон           |
| 9 квітня               | Манчестер Юнайтед | 2:2     | Крістал Пелес     |
| 12 квітня Перегравання | Крістал Пелес     | 0:2     | Манчестер Юнайтед |

## Фінал
| 20 травня 1995 |

| Евертон     | 1:0      | Манчестер Юнайтед |
| ----------- | -------- | ----------------- |
| Райдаут 30' | Протокол |                   |

| Вемблі, Лондон Глядачів: 79 592 Арбітр: Жеральд Ашбі |